# ヴィームスタジアム
ヴィームスタジアム株式会社は、新潟県三条市に本社を置く企業。新潟県内にパチンコチェーン「ヴィームスタジアム」を11店舗展開している。

## 概要
1972年（昭和47年）5月に三条市旭町にて株式会社ニューアサヒによる「ニューアサヒ」としてパチンコ事業を開始。全国規模の大手パチンコチェーン店が新潟県内に進出し、生存競争が激化したことから、新たな形態の店舗として1999年（平成11年）12月に長岡市南七日町に「ヴィーム長岡店」を開店し、ヴィームブランドの展開を始める。店舗では、燕三条エフエム放送とのコラボイベントなど、様々なイベントが行われている。